# Karlos Callens
Pour les articles homonymes, voir Callens.
Karlos Callens est un homme politique belge (membre du OpenVLD), né à Ardoye le 23 juin 1947 et mort le 8 octobre 2023.
Après une licence en sciences du commerce et des finances aux facultés universitaires de Sint-Aloysius à Bruxelles, Callens devient maître de conférences à Courtrai.
Conseiller communal d'Ardoye depuis 1982, il devient bourgmestre de la ville en 1989, et membre du conseil de la province de Flandre-Occidentale de 2000 à 2002. Enfin, il est membre du parlement flamand de 2002 à 2014.